# Carcès
Carcès är en kommun i departementet Var i regionen Provence-Alpes-Côte d'Azur i sydöstra Frankrike. Kommunen ligger i kantonen Cotignac som tillhör arrondissementet Brignoles. År 2022 hade Carcès 3 407 invånare.

## Befolkningsutveckling
Antalet invånare i kommunen Carcès
| Referens: INSEE |